# Khoa học về động vật

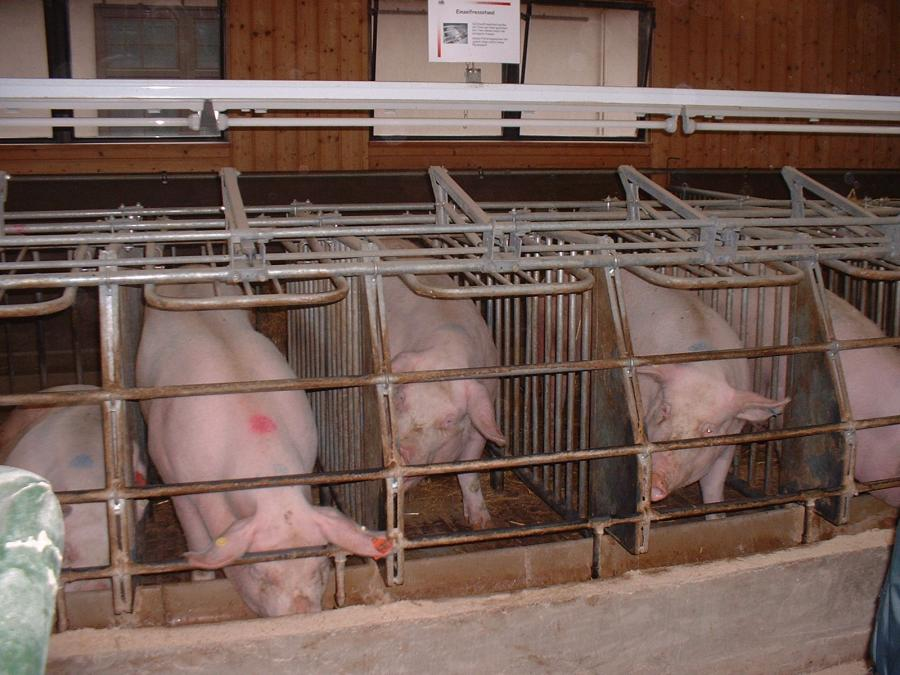
Nghiên cứu khoa học về giống lợn

Khoa học về động vật (Animal science) cũng còn gọi là khoa học sự sống (bioscience) được mô tả là môn khoa học "nghiên cứu sinh học của các loài vật dưới sự kiểm soát của loài người". Nó cũng có thể được mô tả như là khối kiến thực về nhân giống và quản lý động vật nông trại. Trong lịch sử, bằng cấp về môn học này được gọi là chứng chỉ chăn nuôi và động vật được nghiên cứu là các loài vật nuôi như gia súc, cừu, lợn, gia cầm và ngựa. Ngày nay, các khóa học hiện có phạm vi tập trung vào một lĩnh vực rộng lớn hơn bao gồm các động vật đồng hành (thú cưng) như chó và mèo, và nhiều loài thú nuôi độc lạ. 

## Đại cương
Chứng chỉ về Khoa học Động vật (Degrees in Animal Science) được cung cấp tại một số trường cao đẳng và đại học. Thông thường, chương trình giảng dạy Khoa học động vật không chỉ cung cấp một nền tảng khoa học vững chắc, mà còn có kinh nghiệm thực hành làm việc với động vật trong các trang trại trong khuôn viên trường. Giáo dục chuyên nghiệp về khoa học động vật chuẩn bị cho sinh viên cơ hội nghề nghiệp trong các lĩnh vực như chăn nuôi, sản xuất thực phẩm và sản xuất lông len, khoa học về dinh dưỡng cho động vật, kinh doanh động vật nông nghiệp, nghiên cứu về hành vi động vật và phúc lợi động vật.
Các khóa học trong một chương trình Khoa học Động vật điển hình có thể bao gồm di truyền, vi sinh, hành vi động vật, dinh dưỡng, sinh lý và sinh sản. Các khóa học trong các lĩnh vực hỗ trợ, chẳng hạn như di truyền, sinh học đất, kinh tế nông nghiệp và tiếp thị, các khía cạnh pháp lý và môi trường cũng được cung cấp kiến thức. Tất cả các khóa học này là cần thiết để vào một ngành khoa học động vật. Tại nhiều trường đại học, bằng Cử nhân Khoa học (BS) về Khoa học Động vật cho phép nhấn mạnh vào một số lĩnh vực nhất định.
Các khu vực điển hình là các giống loài cụ thể hoặc đặc thù nghề nghiệp. Các lĩnh vực chú trọng đặc thù của từng giống loài chuẩn bị cho sinh viên một nghề nghiệp trong quản lý sản phẩm sữa, quản lý thịt bò, quản lý thịt lợn, quản lý động vật nhai lại hoặc cừu nhỏ, chăn nuôi gia cầm hoặc ngành công nghiệp chăn nuôi ngựa. Các lĩnh vực nghiên cứu đặc thù nghề nghiệp khác bao gồm nghiên cứu tiền thú y, kinh doanh và tiếp thị chăn nuôi, phúc lợi và hành vi động vật, khoa học dinh dưỡng động vật, khoa học sinh sản động vật hoặc di truyền học.
Trong một lựa chọn bằng Thạc sĩ Khoa học, sinh viên học các khóa học bắt buộc trong các lĩnh vực hỗ trợ mối quan tâm chính. Các khóa học này là các khóa thường được yêu cầu cho bằng Cử nhân Khoa học trong chuyên ngành Khoa học Động vật, sinh viên chương trình cấp bằng tham gia các khóa học liên quan đến chuyên ngành của họ chuyên sâu hơn so với những người có bằng Thạc sĩ Khoa học, với trọng tâm là nghiên cứu hoặc giảng dạy. Nghiên cứu sau đại học về khoa học động vật được coi là chuẩn bị cho các vị trí cấp cao hơn trong sản xuất, quản lý, giáo dục, nghiên cứu hoặc dịch vụ nông nghiệp. Học tập chuyên nghiệp về thú y, luật động vật và quản trị kinh doanh là một trong những chương trình được lựa chọn phổ biến bởi sinh viên tốt nghiệp. Các lĩnh vực nghiên cứu khác bao gồm sinh học tăng trưởng, sinh lý học, dinh dưỡng và hệ thống sản xuất.